# Mats P. Malmer

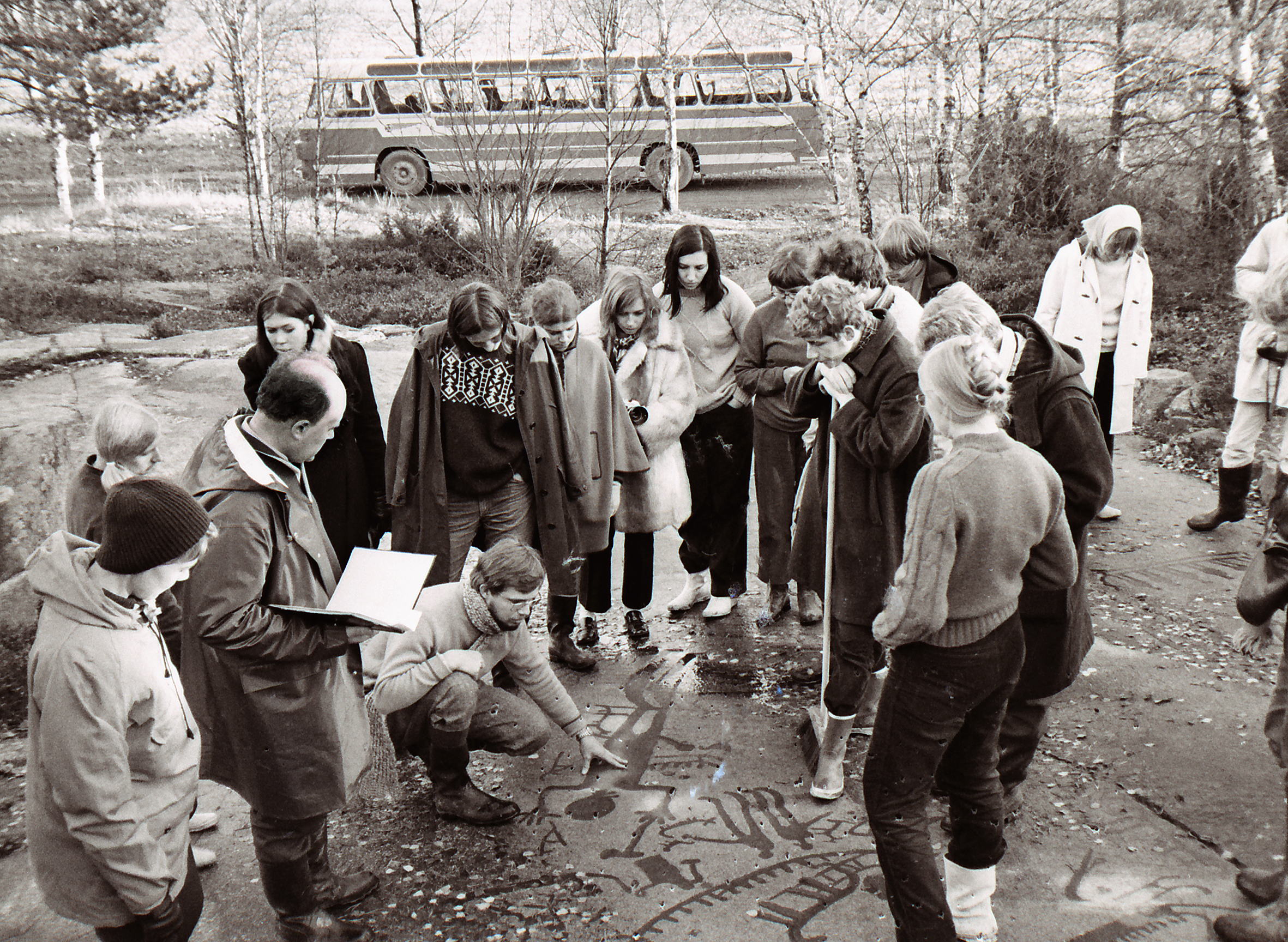
Mats P. Malmer med pärm till vänster, här vid Skomakarhällen i Backa hällristningsområde i Bohuslän.

Mats Petersson Malmer, född 18 oktober 1921 i Höganäs, död 3 oktober 2007 på Lidingö, var en svensk arkeolog.

## Biografi
Malmer disputerade 1962 vid Lunds universitet. Han var chef för sten- och bronsåldersavdelningen vid Statens historiska museum 1959–70, därefter professor i nordisk och jämförande fornkunskap i Lund 1970–73 och Stockholm 1973–87. Malmer var ledamot av Vitterhetsakademien. Han var gift med numismatikern Brita Malmer.
Malmer var en av Sveriges främsta stenåldersforskare, känd för sina insatser rörande stridsyxekulturen men även för sitt engagemang att föra fram vetenskaplig metod och stringens inom arkeologin i stort – både i teoretiskt och praktiskt hänseende. 
Malmers kronologiska insatser rörande folkvandringstidens guldbrakteater och solidusmynt har dock rönt en hel del kritik.[källa behövs]